# Dendrotion spinosum
Dendrotion spinosum is een pissebed uit de familie Dendrotionidae. De wetenschappelijke naam van de soort is voor het eerst geldig gepubliceerd in 1872 door Sars.